# Гарцуєв Олександр Федорович
Олександр Федорович Гарцуєв (біл. Аляксандр Фёдаравіч Гарцуеў; *15 червня 1959) - білоруський театральний режисер.

## Біографія
У 1980 році закінчив акторський факультет Білоруського державного театрально-художнього інституту. Працював актором Купалівського театру. Пізніше зайнявся режисурою. У 2000 році закінчив режисерський факультет Російської академії театрального мистецтва - ГІТІС, пройшовши стажування під керівництвом народного артиста РФ Леоніда Хейфеца. Працював штатним режисером Купалівського театру. З 2012 року - художній керівник Республіканського театру білоруської драматургії.
З 1998 року одночасно працює в Білоруській академії мистецтв. Доцент. Викладає акторську майстерність і режисуру драми, є художнім ккерівником курсу режисури драми. Автор навчально-методичних посібників з режисури драми.

## Творчість
Режисер близько 35 спектаклів у театрах Білорусі. Найзначніші постановки: «Кривава Мері» Д. Бойка (1996), «Дядбко Ваня» Антона Чехова (1999), «Трістан і Ізольда» С. Кавальова (1999), «Брат мій Симон» А. Казанцева (2000), «Кім» А. Дударова (2001), «Люті» А.Дударова (2003), «Дивна місіс Севідж» Дж. Патріка (2003), «Розкидане гніздо» Янки Купали (2005), «Івона - принцеса Бургундська» В. Гамбровича (2005), «Приймаки» Янки Купали (2006), «Маестро» М. Ладо (2006), «Діти Ванюшина» С. Найдьонова (2008), «Хам» Е. Ажешки (2009),  «Зальоти» В.Дуніна-Марцинкевича (2010), «Не мій» А. Адамовича, «Ніч Гельвера» І.Вілквіста (2011), «Субота. Неділя. Понеділок » Е .де Філіпа (2012), «Люди на болоті» Івана Мележа (2012).

## Визнання
Спектакль Олександра Гарцюєва «Не мій», поставлений в 2010 році на сцені Купалівського театру, перемогла у п'яти номінаціях на Першій Національній театральній премії (2011): «Найкраща сучасна постановка за творами білоруських авторів» (Олександр Гарцуєв та Олена Калюнова) «Найкраща робота художника-постановника» (Борис Герлаван і Олена Ігруша), «Найкраще музичне оформлення» (композитор Олег Хадоска), «Найкраща жіноча роль» (Світлана Анікей - роль Поліни), «Найкращий спектакль року» - разом з оперою «Набука» (режисер Михайло Панджавідзе) Національного академічного Великого театру опери та балету Республіки Білорусь.